# Vitskøl kloster

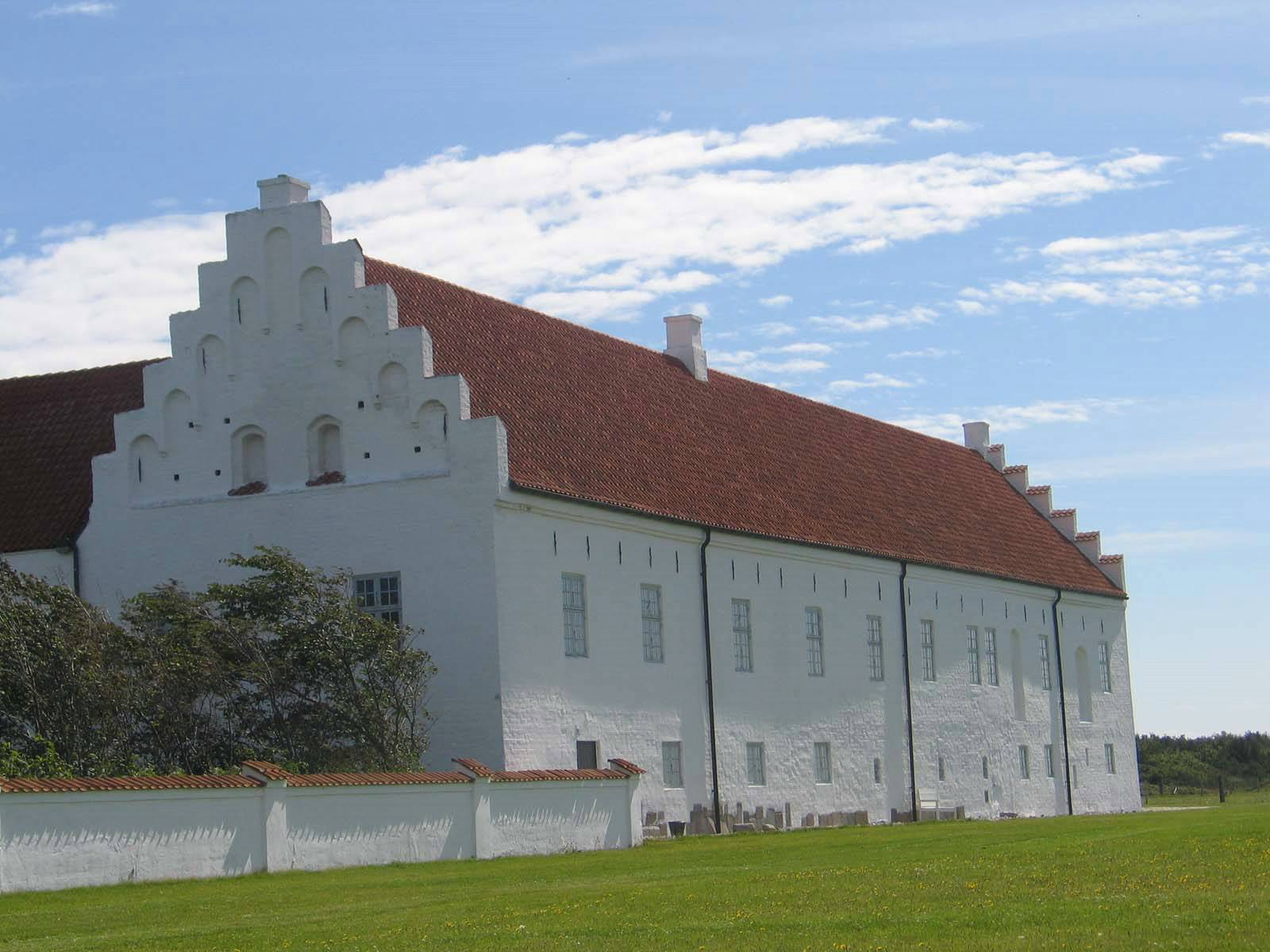
Vitskøl kloster

Vitskøl kloster var ett kloster vid Limfjorden på Jylland i Danmark, aktivt mellan 1157 och 1536. 
Klostret grundlades år 1158 efter att kung Valdemar den store skänkt byn Vitskøl med omgivande mark till cistercienserna. Kungen ville tacka Gud för segern över kung Sven Grate vid slaget på Grate hed den 23 oktober 1157. Klostret uppfördes av munkarna och ursprungliga avsikten var att bygga Nordens största kyrka, men man misslyckades. Vitskøl kloster är ändå en av Europas äldsta, delvis bevarade klosteranläggningar.